# Szymonka Mała
Szymonka Mała (niem. Klein Schimonken) – część wsi Olszewo w Polsce, położona w województwie warmińsko-mazurskim, w powiecie mrągowskim, w gminie Mikołajki.
W latach 1975–1998 Szymonka Mała administracyjnie należała do województwa suwalskiego.

## Historia
Osada powstała w 1639 r. na prawie chełmińskim w obrębie gruntów, należących do wsi Szymonka. Samodzielna nazwa pojawiła się w 1815 r. Około roku 1900 osada obejmowała gospodarstwo dworskie o powierzchni 12 włók. W 1938 r., w ramach akcji germanizacyjnej, zmieniono urzędową nazwę wsi z Klein Schimonken na Kleinschmidtsdorf.